# Maud Rydin
Maud Rydin, född 21 juni 1929 i Borås, död 6 september 2019 i Cincinnati, USA, var en svensk keramiker, batikkonstnär och tecknare.
Hon var dotter till disponenten Åke Rydin och Harriet Eugenia Perlitz. Rydin studerade på keramiklinjen vid Slöjdföreningens skola i Göteborg 1947–1950 och fortsatte därefter sina keramikstudier vid Arabia i Helsingfors och vid Rörstrands porslinsfabrik. Hon studerade teckning vid Otte Skölds målarskola i Stockholm 1951 och batik vid konstakademien i Stuttgart 1953. Tillsammans med Otto Pedersen ställde hon ut i Malmö 1951 och tillsammans med Lars Gynning och Johnny Mattsson i Borås 1953. Efter att hon medverkat med batik i en utställning på Museum of Contemporary Crafts i New York 1960 fick hon en stor framgång i Amerika och hon fick en inbjudan från Smithsonian Institution i Washington att arrangera en vandringsutställning i USA. Separat ställde hon bland annat ut på Röhsska konstslöjdmuseet i Göteborg, Lilla galleriet i Stockholm, Hallands museum och i Düsseldorf, Nyköping och Eskilstuna. Som tecknare medverkade hon i Nationalmuseums utställning Unga tecknare. Bland hennes offentliga arbeten märks väggdekorationen Näcken för Borås stadshus, och utsmyckningar för Uppsala tingshus. Rydin finns representerad vid Norrköpings konstmuseum och Borås konstmuseum.
År 1963 gifte hon sig med direktör Perrin March III från Cincinnati och fick två barn.